# ابا اندرسون (ورزشکار)
ابا اندرسون (انگلیسی: Ebba Andersson؛ زادهٔ ۱۰ ژوئیهٔ ۱۹۹۷) اسکی‌باز صحرانوردی اهل سوئد است.